# Bahaeddine Rihan
Bahaeddine Mohamed Abdellah Rihan (ur. 1 stycznia 1979) – piłkarz sudański grający na pozycji bramkarza.

## Kariera klubowa
Piłkarską karierę Rihan rozpoczął w klubie Al-Merreikh z Omdurmanu. W jego barwach zadebiutował w pierwszej lidze sudańskiej. Swój pierwszy tytuł mistrza kraju wywalczył w 2000 roku, a w 2001 roku wygrał z Al-Merrikh dublet. W 2003 roku został wicemistrzem kraju i osiągnięcie to powtarzał ze swoim klubem do 2007 roku. W latach 2005–2007 wywalczył Puchar Sudanu.
W 2008 roku Rihan odszedł do Al-Nil Al-Hasahesa, gdzie grał przez dwa lata. Z kolei w latach 2010–2011 występował w Jazeerat Al-Feel. W 2011 roku został zawodnikiem Al-Hilal.

## Kariera reprezentacyjna
W reprezentacji Sudanu Rihan zadebiutował w 2003 roku. W 2008 roku został powołany przez selekcjonera Mohameda Abdallaha do kadry na Puchar Narodów Afryki 2008, a w 2012 roku na Puchar Narodów Afryki 2012.